# Pratt & Whitney Canada PT6T
El Pratt & Whitney Canada PT6T Twin-Pac es un motor aeronáutico turboeje diseñado para helicópteros. Fabricado en Canadá por Pratt & Whitney Canada, su primera aplicación fue en la familia de helicópteros Bell 212 y UH-1N Twin Huey. El PT6T Twin-Pac consiste en dos turbinas de potencia PT6 que mueven una caja reductora de salida común, produciendo una potencia de 2.000 caballos de potencia en eje (shp) a 6.000 RPM. El motor recibe la designación T400 en las Fuerzas Armadas de los Estados Unidos.

## Aplicaciones
- Bell AH-1J y AH-1T SeaCobra
- Bell 212
- Bell 309
- Bell 412
- Bell CH-146 Griffon
- Bell UH-1N Twin Huey
- Sikorsky S-58T
- Sikorsky S-69

### Desarrollos relacionados
- Pratt & Whitney Canada PT6

### Motores similares
- Armstrong Siddeley Double Mamba
- Continental XT67